# Старая Безгинка
Старая Безгинка — село в Новооскольском районе Белгородской области, административный центр Старобезгинского сельского поселения.

## История
В истории известен род Безгиных, родоначальник которого, Яков Безгин, согласно воронежской грамоты в 1615 году получил дворянский титул и землю. В 1631 году Сидор Безгин записан в Мценской десятне «во дворянех с поместным окладом». Потомки этого рода служили российскому престолу в разных чинах и владели деревнями.
В 1696 году на правом берегу реки Тихий Усердец в устье реки Плотички казаками, выходцами из Черниговщины, было основано поселение Безгинка. Предводителем поселенцев был сотник Фёдор Иванович Безгин (отсюда название «Безгинка»). Количество поселенцев — 100 семей. Сразу же было начато строительство церкви.
В 1715 году слобода имела двойное название — Безгинка и Покровская.
До возведения каменной в селе действовала деревянная церковь Архистратига Михаила. В 1760 году её перенесли в село Новая Безгинка Курской губернии.
В 1777 году дворянином, потомком основателя села, отставным премьер-майором Фёдором Игнатьевичем Безгиным, которому Екатерина II пожаловала земли для ещё одного села (Безгиновка, на правом берегу р. Айдар), был построен двухэтажный Покровский храм, ныне восстановленный и действующий. Инженерно-архитектурное строение этого храма необычно. Первый этаж (зимний) был отапливаемым, второй использовался только в летнее время. Обогревался храм печами, топимыми соломой. Их дымоходы находились внутри стен, и проходящий через них тёплый воздух согревал помещение.
После смерти премьер-майора село получило название Старая Безгинка. На это время в нём было 720 дворов и 10640 жителей.
В 1902 году в селе было до 1000 жителей, волостное правление, школа, лавка, ветеринарная больница, 24 ветряные мельницы, 4 ярмарки.
В 1888 год в селе насчитывается 1732 хозяйства с населением 9780 человек: 5040 мужского и 4740 женского пола. Грамотных в 59 семействах было 120 мужчин и 7 женщин. Самодеятельных — 239 мужчин и 161 женщина. Средний состав семьи 8 души, на одного трудоспособного приходилось 3 иждивенца, 18 хозяйств содержали 22 батрака. Средний годовой доход одного хозяйства составлял 707 рублей.
Согласно переписи на 1 января 1905 года в Старой Безгинке присутствовало 1029 душ: 521 мужского и 508 женского пола.
В 1919 году в селе была установлена Советская власть, организован волисполком, председателем которого стал Иваненко Василий Михайлович.
В 1920—30 гг. многие жители села были репрессированы.
На фронтах Великой Отечественной войны воевало 396 жителей села. Из них погибло 194 человека.
В селе находится братская могила 6 войнов, погибших при обороне села во время Великой Отечественной войны.

## Население
| 1859 | 1897 | 2002 | 2010 |
| ---- | ---- | ---- | ---- |
| 1068 | ↘987 | ↘724 | ↘671 |

### Известные жители и уроженцы
- Васильченко, Александр Григорьевич (1911—1960) — Герой Советского Союза, родился в селе.
- Понедельченко, Александра Егоровна (1926—2007) — Герой Социалистического Труда.